# عایشه هماشاه سلطان
عایشه هماشاه سلطان، (تولد استانبول ۱۵۴۲ –مرگ ۱۵۹۵ استانبول) تنها دختر مهرماه سلطان و رستم پاشا هم‌چنین نوه سلیمان قانونی و خرم سلطان بود.

## زندگی
عایشه هماشاه سلطان در سال ۱۵۴۲ در استانبول متولد شد. او تنها دختر و بزرگترین فرزند والدینش بود. وی چند برادر داشت که در کودکی یا جوانی فوت شدند. عایشه هماشاه سلطان محبوب‌ترین نوه سلیمان قانونی بود.
عایشه هماشاه سلطان، در اوایل سال ۱۵۶۰ با داماد سمیز احمد پاشا ازدواج کرد و همسرش یکی از دولتمردان مهم در امپراتوری عثمانی بود. در سال ۱۵۷۵ قصر احمد پاشا و هماشاه سلطان آتش گرفت، به فرمان مراد سوم ده هزار سکه برای باز سازی قصر به آن‌ها داده شد. در سال ۱۵۷۶ دختر عایشه هماشاه سلطان با سینان پاشا ازدواج کرد و دو پسرش در این جشن ختنه شدند. احمد پاشا در سال ۱۵۷۹ وزیر اعظم امپراتوری عثمانی شد و قدرت عایشه هماشاه سلطان افزایش یافت.
عایشه هماشاه سلطان از لحاظ سیاسی فعال بود. او دختر بزرگ‌ترین شاهزاده‌خانم عثمانی و تنها وارث او بود. او علاوه‌بر ثروت فراوان مادرش اخلاقیات او را نیز به ارث برده بود و پس از مرگ آن را برای فرزندانش به جا گذاشت. عایشه هماشاه در زمان سلطان مراد سوم رابطه نزدیکی با صفیه سلطان داشت.
سمیز احمد پاشا در سال ۱۵۸۰ فوت شد. عایشه هماشاه سلطان در ۱۵ آوریل سال ۱۵۸۲ با داماد فریدون پاشا ازدواج کرد و این ازدواج تنها ۱۱ ماه به طول انجامید و فریدون پاشا در سال ۱۵۸۳ فوت شد و عایشه هماشاه سلطان دوباره بیوه شد و دیگر ازدواج نکرد.
عایشه هماشاه سلطان سرانجام در سال ۱۵۹۵ فوت شد. او در مقبره محمود هدایی در مسجد مهرماه سلطان در محله اسکدار دفن شد. طبق نسخه های دیگر، در مسجد مهرماه سلطان در محله ادرنه‌قاپی در کنار همسرش دفن شد.

## فرزندان
عایشه هماشاه سلطان از ازدواج اول خود صاحب چهار پسر و دو دختر شد. فرزندان او به عنوان نوادگان مهرماه سلطان از موقعیت بالایی در امپراتوری عثمانی برخوردار بودند؛
- سلطانزاده محمد بیگ (مرگ؛ ۱۶۰۶ در مسجد مهرماه سلطان دفن شد) او ابتدا فرماندار هرزگوین و بعداً فرماندار بوسنی شد
- سلطانزاده محمود پاشا (مرگ؛ ۱۶۰۲ در مسجد مهرماه سلطان دفن شد) او ابتدا فرماندار قسطمونی و بعداً فرماندار نخجوان شد.
- سلطانزاده مصطفی پاشا (مرگ؛ ۲۲ ژوئن ۱۵۹۳ در مسجد مهرماه سلطان دفن شد) او فرماندار کیلیس بود و در جنگ کشته شد.
- سلطانزاده عثمان بیگ (مرگ؛ ۱۵۹۸ در مسجد مهرماه سلطان دفن شد) او فرماندار کالاهاشیر بود و با دخترچگالازاده سینان پاشا ازدواج کرد و پدر سمیز محمد پاشا بود.
- صالحه خانم سلطان، (مرگ ۱۵۷۵ در مسجد مهرماه سلطان دفن شد) در سال ۱۵۷۴ با چگالازاده سینان پاشا ازدواج شد.
- صفیه خانم سلطان، (در مسجد مهرماه سلطان دفن شد) در سال ۱۵۷۶ بعد از مرگ خواهرش با چگالازاده سینان پاشا ازدواج کرد.